# Micoureus regina
Micoureus regina eller Marmosa regina är en pungdjursart som först beskrevs av Thomas 1898. Micoureus regina ingår i släktet Micoureus och familjen pungråttor.
Pungdjuret förekommer i nordvästra Sydamerika öster om Anderna. Utbredningsområdet sträcker sig från centrala Colombia till centrala Bolivia. Arten vistas där i låglandet och i upp till 1600 meter höga bergstrakter. Habitatet utgörs av tropisk regnskog och människans odlingar.

## Underarter
Arten delas in i följande underarter:
- M. r. germana
- M. r. rapposa
- M. r. regina